# Richard Kawakami
Richard A. Kawakami (* 22. Februar 1931 in Waimea, Hawaii-Territorium; † 8. März 1987 auf Lānaʻi, Hawaii) war ein US-amerikanischer Politiker (Demokratische Partei). Im Jahr 1987 war er Präsident (Speaker) des Repräsentantenhauses von Hawaii.

## Werdegang
Richard Kawakami wurde auf der Insel Kauaʻi geboren. Er machte 1953 seinen Abschluss an der University of Hawaiʻi at Mānoa und erwarb 1961 den Master of Business Administration von der New York University. Er wurde anschließend ein erfolgreicher Geschäftsmann; so war er Präsident der Einkaufsmarktkette Big Save und Direktor einer Toyota-Niederlassung.
Im Jahr 1968 wurde Kawakami erstmals ins Repräsentantenhaus von Hawaii gewählt. Ab 1984 fungierte er nach achtmaliger Bestätigung seines Mandats als Mehrheitsführer der demokratischen Fraktion, ehe er nach den Wahlen von 1986 als Nachfolger von Henry H. Peters die Position des Speaker übernahm. Diese übte er jedoch nur von Januar 1987 bis zu seinem Tod am 8. März desselben Jahres aus. Während er sich zu einem Jagdausflug auf der Insel Lānaʻi aufhielt, klagte er zunächst über Brustschmerzen und Atemnot. Dann brach er zusammen und starb an den Folgen eines Herzinfarktes.
Die kommissarische Nachfolge als Speaker trat sein Stellvertreter Emilio Alcon an, der im weiteren Verlauf des Jahres offiziell von Daniel J. Kihano abgelöst wurde. Kawakamis Witwe Bertha übernahm den Sitz ihres Ehemannes im Repräsentantenhaus und verblieb dort bis 2006, als sie auf eine Wiederwahl verzichtete. Derek Kawakami, Neffe des Ehepaares, war von 2011 bis 2015 ebenfalls Abgeordneter im Repräsentantenhaus von Hawaii und ist seit 2018 Bürgermeister von Kauaʻi.